# Juventud sin vejez y vida sin muerte
Juventud sin vejez y vida sin muerte (en rumano: Tinerețe fără bătrânețe și viață fără de moarte) es una historia del folclore rumano, recopilada por Petre Ispirescu e introducida en la colección Legende sau basmele românilor (Leyendas o cuentos rumanos). Ha sido publicado en numerosas colecciones de cuentos, como en Cuentos inmortales  o en el volumen Juventud sin vejez de la colección Arcade, Editura Minerva, 1985.
El padre del escritor, que vivía en el barrio de Udricani (Bucarest), fue el que le contó la historia. El cuento se publicó por primera vez en 1862, en "El campesino rumano". La historia contiene ideas filosóficas sobre la condición del hombre en el universo, la inmortalidad y el ciclo de la vida. El texto superpone con originalidad conceptos mitológicos y filosóficos.
La película Juventud sin envejecimiento (1968) es basada en esta historia. 

## Sinopsis
Un rey y una reina no pueden tener hijos. Han buscado la ayuda de curanderos, magos y filósofos, pero nadie ha logrado aliviar su tristeza. Finalmente, encuentran a un hombre que les ofrece remedios efectivos, advirtiéndoles que tendrán un único hijo llamado Făt-Frumos (Infante Hermoso), pero que este no llegará a término. A pesar de esto, la reina toma la medicina y, poco después, se acerca el momento del parto. Sorprendentemente, el niño, aún en el vientre, empieza a llorar. El rey promete a su hijo imperios y una futura esposa, hija de emperador, pero es en vano. En un último intento por calmar al niño, el emperador le promete la eterna juventud y la inmortalidad. Solo entonces, el bebé nace. Al cumplir 15 años, el príncipe le recuerda a su padre la promesa.
Como su deseo no puede ser cumplido por su padre, el príncipe decide salir al mundo en busca de la eterna juventud y la inmortalidad. Escoge un caballo del establo, sabiendo que entre ellos hay uno encantado. Siguiendo los consejos que ha recibido, se prepara minuciosamente: alimenta al caballo durante seis semanas con cebada hervida en leche, encuentra la ropa y las armas que pertenecieron a su abuelo en su juventud, y solo entonces se dispone a partir en busca de su objetivo. El príncipe comienza su viaje en el desierto y dirigiéndose hacia el este, un camino que el héroe viaja solo. 
Făt-Frumos debe recorrer tres obstáculos para llegar al palacio de la eterna juventud. Su primera dificultad yace en pasar por la finca de Gheonoaia, un ser maldecido por sus padres. Al vencerla, el príncipe le pide un documento con su sangre para santificar la paz. Para oficializarlo aún más, Gheonoaia, como madre de tres hadas, le pide al príncipe que elija a una de sus hijas como novia. El héroe, teniendo un ideal que no quiere abandonar, rechaza la oferta y sigue adelante, llegando a la finca de Escorpia, la hermana de Gheonoaia, a quien también derrota como su segundo obstáculo. La tercera prueba supone enfrentarse a las bestias más salvajes del mundo, que día y noche custodian el palacio de la eterna juventud. Ayudado por una de las hadas que viven en el palacio, supera este obstáculo y cumple su deseo. La tan buscada eterna juventud está representada por las tres hadas, quienes lo reciben con alegría, y el príncipe se casa con una de ellas. Aquí la vida transcurre en paz y deleite, pero hay un lugar peligroso: el Valle de las Lamentaciones. El que llega siente nostalgia. Casualmente, un día de caza, el príncipe entra en este espacio y, abrumado por los recuerdos, emprende el camino hacia la casa de sus padres. Han pasado siglos en el mundo dejado por el héroe, otras ciudades se han levantado y han caído, y el héroe de repente envejece. Antes de separarse del caballo que lo guía, el príncipe hace una promesa sorprendente: "Vete sano, porque espero volver pronto".
Făt-Frumos encuentra a la Muerte agachada, esperando en una pequeña caja en el sótano del viejo castillo, ahora en ruinas, de sus padres. El príncipe se deja segar mientras sus débiles rodillas tiemblan de miedo.

## Análisis

### Tipo de cuento
Los estudiosos rumanos clasificaron el cuento según el índice internacional Aarne-Thompson-Uther, como tipo 470C*.  Según el erudito húngaro Faragó Jószef, el cuento está relacionado de forma temática con otros cuentos en los que el héroe anhela y busca la inmortalidad. 